# Trichocerca rotundata
Trichocerca rotundata är en hjuldjursart som beskrevs av Myers 1937. Trichocerca rotundata ingår i släktet Trichocerca och familjen Trichocercidae. Inga underarter finns listade i Catalogue of Life.